# День северных территорий
День северных территорий (яп. 北方領土の日 Хоппо: рё:до но хи) — ежегодный японский праздник, отмечаемый 7 февраля с 1981 года.
День празднуется в честь заключения Симодского трактата о торговле и границах, подписанного Японией и Российской империей. По документу, Японии переходили острова Итуруп, Кунашир, Шикотан и группа островов Хабомаи, а остальные острова Курильской гряды признавались российскими владениями.
День «северных территорий» характеризуется активизацией ультраправых организаций.
Праздник 7 февраля 2011 года отличался особой скандальностью. В этот день проходил митинг японских националистов, с осквернением флага России у посольства в Токио. Несмотря на нарушение 92 статьи УК Японии, а именно «разрушение государственной эмблемы иностранного государства», правительство Японии отказалось расследовать дело.